# Mohammed Amro
Mohammed Amro (* 1960 in Hebron) ist Ingenieur und Hochschullehrer.
In den 1980er Jahren erlernte Mohammed Amro die deutsche Sprache und absolvierte das niedersächsische Studienkolleg. Anschließend studierte er an der Technischen Universität Clausthal im Fachbereich Bergbau und Rohstoffe und promovierte 1994 bei Dagobert Kessel am dortigen Institut für Bohrtechnik, Erdöl- und Erdgasgewinnung. Nach einer Zeit in Katar als Bohringenieur war er ab 1999 an der König-Saud-Universität in Saudi-Arabien tätig. Im Jahr 2009 wurde Amro als Professor für Geoströmungs-, Förder- und Speichertechnik an die Technische Universität Bergakademie Freiberg berufen. Dort ist er seit 2013 Direktor des „Instituts für Bohrtechnik und Fluidbergbau“. 
Forschungsschwerpunkte sind Energieversorgung, die Verfügbarkeit und Nutzung heimischer Energiequellen, Energiespeicherung (hauptsächlich Wasserstoff), Maßnahmen zur verbesserten Erdöl- und Erdgasgewinnung und Geothermie.
Amro ist oft Interviewpartner zu Themen wie Fracking.

## Veröffentlichungen
- Matthias Reich/Mohammed Amro: Schätze aus dem Untergrund: Der ideale Einstieg in die Welt der Lagerstättenkunde und Fördertechnik Bad Salzdetfurth 2015, 155 Seiten, ISBN 978-3-00-047241-1
- Matthias Reich/Mohammed Amro: Schätze aus dem Untergrund: Wie Hightech das Gas- und Ölzeitalter verlängert 2022, 170 Seiten, ISBN 978-3-662-64948-0